# Arkul'
Arkul' è un centro abitato della Russia europea centro-settentrionale, situata nella oblast' di Kirov; appartiene amministrativamente al rajon Nolinskij.
Sorge nella parte meridionale della oblast', sul fiume Vjatka.